# Monster Madness: Grave Danger
Monster Madness: Grave Danger es un videojuego para la PlayStation 3 desarrollado por Psyonix. El juego es una reelaboración de Monster Madness: Battle for Suburbia, que fue desarrollado por Artificial Studios e Immersion Games, portado a la PlayStation 3, agregando 25 nuevos desafíos en el modo desafío, cooperativo en línea para cuatro jugadores para el modo aventura, reelaborando el esquema de control, agregando 100 accesorios comprables específicos de personajes, nuevos disfraces de personajes desbloqueables y cambiando el sistema de cámara.  Aunque Battle for Suburbia fue desarrollado originalmente por Artificial Studios, el editor SouthPeak Games llevó el título a Psyonix para que rediseñara la mecánica de juego y lo adaptara a PlayStation 3.
El 15 de febrero de 2011, se anunció que Monster Madness: Grave Danger sería adaptado a Android. El port, desarrollado por War Drum Studios, fue lanzado el 25 de febrero de 2011.

## Modos de desafío
Este modo de juego incluye 25 nuevos minijuegos que los jugadores deben completar para desbloquear disfraces para los personajes. Los minijuegos incluyen "Zombie Cats", donde los jugadores deben ver cuántos gatos zombis pueden eliminar en un tiempo determinado utilizando solo el lanzallamas. Otro de los minijuegos tiene a los jugadores conduciendo el vehículo OVNI del juego desde una perspectiva de arriba hacia abajo para destruir enemigos. Otros modos de desafío incluyen derrotar a una cierta cantidad de monstruos en un límite de tiempo determinado (similar al modo de juego de aventura), varias carreras de vehículos y más.

## Desarrollo
Muchas de las críticas y comentarios sobre Battle for Suburbia provienen del esquema de control (al que se hace referencia como "contraintuitivo y demasiado complicado para un simple juego de disparos desde arriba") y los sistemas de cámara, Psyonix y Southpeak hicieron de estos dos de los principales problemas abordados en Grave Danger. Además de los nuevos controles y el sistema de cámara, se agregó un modo cooperativo en línea para cuatro jugadores, que permite a los jugadores jugar a través del modo aventura del juego con otros usuarios a través de Internet.

## Recepción
El juego recibió críticas "mixtas" según el sitio web agregación de reseñas Metacritic.